# María Capovilla
María Esther Capovilla, z domu María Esther Heredia Lecaro (ur. 14 września 1889 w Guayaquil, zm. 27 sierpnia 2006 tamże) – Ekwadorka, znana z długowieczności. W grudniu 2005 została uznana przez Księgę rekordów Guinnessa za najstarszą żyjącą osobę na świecie, ale jak wynika ze statystyk, tytuł ten przysługiwał jej już od maja 2004. Była ostatnią osobą urodzoną w latach 80. XIX wieku.

## Życiorys
Urodziła się w rodzinie wojskowego (pułkownika), w młodości uczestniczyła aktywnie w życiu towarzyskim elity. Także na małżonka wybrała oficera (pochodzenia chilijskiego) Antonio Capovillę, za którego wyszła za mąż w 1917. Z trwającego do śmierci męża w 1949 związku urodziło się pięcioro dzieci, z których troje żyło jeszcze w 2005 (Hilda, 81 lat; Irma, 79; Anibal, 77).
9 grudnia 2005 została uznana przez Księgę Guinnessa za najstarszą żyjącą osobę na świecie; uznanie jej wieku przyszło względnie późno, i tym samym doszło do "detronizacji" dwóch poprzednich liderek rankingu najstarszych osób – od śmierci Portorykanki Ramony Trinidad Iglesias-Jordan 29 maja 2004 za najstarszą osobę na świecie uchodziła Holenderka Hendrikje van Andel-Schipper, a po śmierci tej ostatniej w sierpniu 2005 – Amerykanka Elizabeth Bolden. Ekwadorska nestorka zmarła w sierpniu 2006 w wieku 116 lat i 347 dni, co według statystyk prowadzonych oprócz badaczy Księgi Guinnessa przez ośrodek naukowy Gerontology Research Group w Los Angeles daje jej 12. miejsce na liście najdłużej żyjących osób w historii. Przez kilkanaście lat należał do niej również rekord długości życia w Ameryce południowej, pobity dopiero w 2021 przez Brazylijkę Franciscę Celsa dos Santos.
Należy pamiętać, że powyższe statystyki mogą nie odpowiadać rzeczywistości, stanowią natomiast odzwierciedlenie danych dotyczących osób, których data urodzenia została odpowiednio zweryfikowana.